# Ampulomet de 125 mm modèle 1941

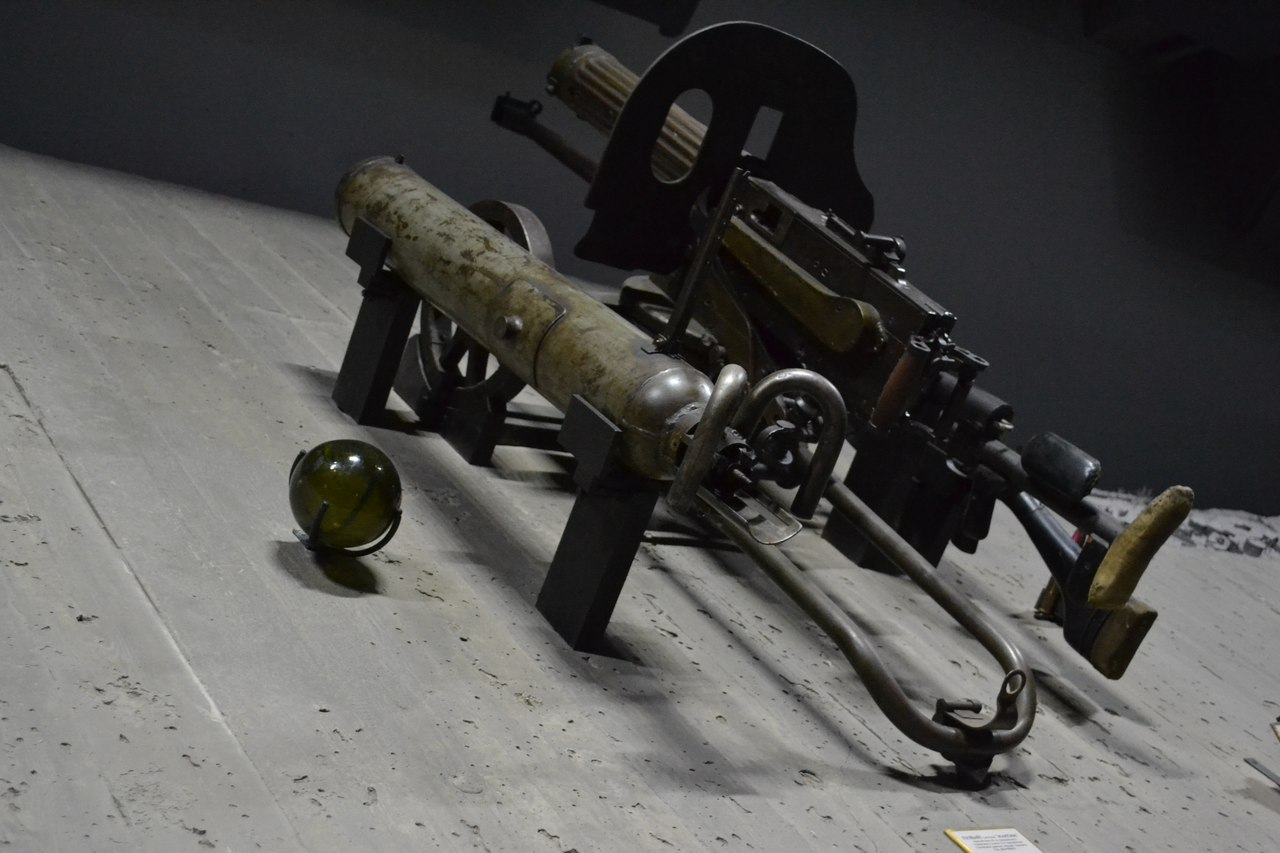
Cet Ampulomet est exposé au musée de la bataille de Stalingrad, à Volgograd, en Russie.

L'Ampulomet de 125 mm modèle 1941 (russe : 125-мм ампуломёт образца 1941 года, 125-mm Ampoulomet obraztsa 1941 goda) est une arme antichar de fortune, à projectile incendiaire, utilisée par l'armée soviétique au début de la Seconde Guerre mondiale.
Cette arme est inspirée du Northover Projector, lance grenade improvisé utilisé par l'armée de terre britannique durant la Seconde Guerre mondiale.

## Conception

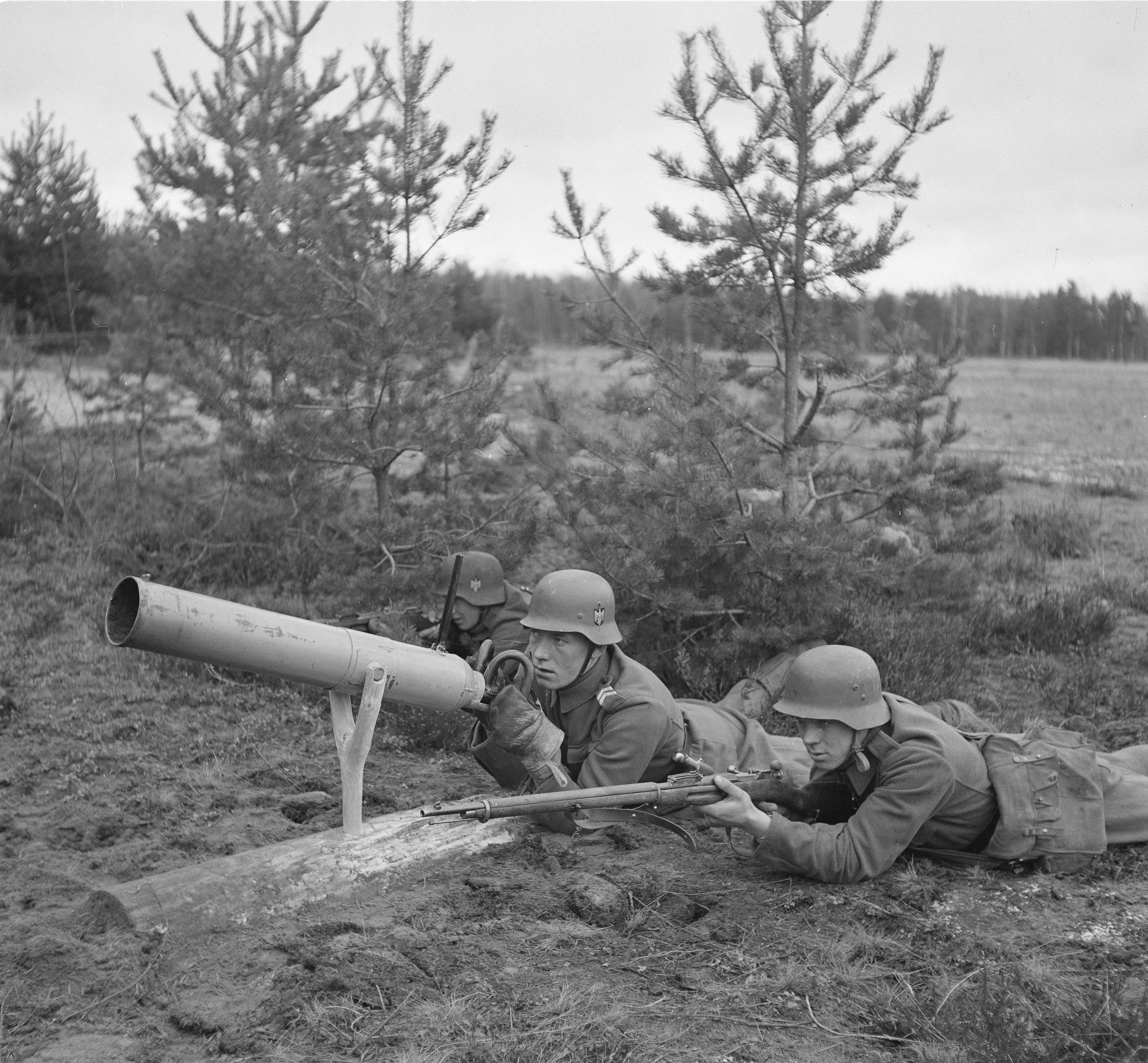
Des troupes finlandaises testent un Ampulomet capturé en 1941.

L’arme se composait d’un tube lisse (non rayé) doté d’une culasse rudimentaire, monté sur un piédestal en forme de Y pivotant sur des tourillons pour permettre l’élévation. Deux cornes inversées fixées à la culasse servaient à orienter l’arme en azimut et en élévation, tandis qu’un simple inclinomètre permettait de viser et de calculer la portée. Une charge de poudre noire était insérée dans la culasse et tirée à l’aide d’une capsule à percussion pour propulser l’ampoule en verre AZh-2.
Ces ampoules étaient remplies d’un mélange incendiaire appelé KS, composé de 80 % de phosphore et de 20 % de soufre, qui s’enflammait au contact de l’air. Ce mélange en combustion produisait une flamme vive, une fumée blanche épaisse, et brûlait jusqu’à trois minutes à des températures comprises entre 800 et 1 000 °C (1 470–1 830 °F).
Le liquide en feu s’infiltrait par les fentes de visée ou les grilles du moteur d’un char, provoquant l’embrasement des munitions ou du carburant, tout en asphyxiant et aveuglant l’équipage.